# Innerskär (nordväst Brändö, Åland)
Innerskär med Norrskär och Söderskär är öar i Åland (Finland). De ligger i Skärgårdshavet och i kommunen Brändö i landskapet Åland, i den sydvästra delen av landet. Öarna ligger omkring 63 kilometer nordöst om Mariehamn och omkring 230 kilometer väster om Helsingfors.
Arean för den av öarna koordinaterna pekar på är 29,7 hektar och dess största längd är 1,3 kilometer i nord-sydlig riktning.

## Sammansmälta delöar
- Innerskär 60°27′40″N 20°49′25″Ö / 60.46124°N 20.82373°Ö
- Norrskär 60°27′50″N 20°49′21″Ö / 60.46396°N 20.82254°Ö
- Söderskär 60°27′33″N 20°49′17″Ö / 60.45903°N 20.82138°Ö